# Adama Barrow
Adama Barrow (* 16. února 1965) je třetím a současným prezidentem západoafrického státu Gambie a politik strany National People's Party (dříve United Democratic Party).

## Prezidentství
Barrow kandidoval v roce 2016 v gambijských prezidentských volbách, které vyhrál poté, co z nich odstoupil stávající prezident dlouholetý Yahya Jammeh. 19. ledna 2017 Adama Barrow složil prezidentskou přísahu na gambijské ambasádě v senegalském Dakaru. Zatímco vojenské jednotky ECOWAS zaujaly pozice k vojenskému sesazení jeho předchůdce Yahyau Jammeha, který po dalším vyjednávání s představiteli ECOWAS opustil zemi. 26. ledna 2017 se Adama Barrow vrátil do Gambie.
V listopadu 2021 Adama Barrow oznámil svou kandidaturu v prezidentských volbách v roce 2024.